# Bettray
Bettray ist ein deutscher Familienname.

## Varianten
- Betrai
- Betteray
- Betteraey
- van Betteray

## Namensträger
- Iris Bettray (* 1963), deutsche Film- und Fernsehproduzentin
- Johannes Bettray (1919–1980), deutscher Theologe und Steyler Missionar